# Dexter: Wiedererwachen
Dexter: Wiedererwachen (Originaltitel: Dexter: Resurrection) ist eine US-amerikanische Dramaserie des Streaming-Dienstes Paramount+ und Showtime. Es handelt sich um die Fortsetzung der gleichnamigen Serie Dexter und Dexter: New Blood aus den Jahren 2006 bis 2013 und 2021 bis 2022. Die Veröffentlichung erfolgt seit dem 11. Juli 2025.

## Handlung
Die Serie soll direkt an Dexter: New Blood anknüpfen.

## Besetzung und Synchronisation
Die deutschsprachige Synchronisation entsteht bei Cinephon Filmproduktions in Berlin nach Dialogbüchern von Katrin Kabbathas und unter der Dialogregie von Stefan Kaiser.

### Hauptdarsteller
| Rolle                       | Darsteller      | Synchronsprecher          |
| --------------------------- | --------------- | ------------------------- |
| Dexter Morgan               | Michael C. Hall | Dennis Schmidt-Foß        |
| Charley                     | Uma Thurman     | Petra Barthel             |
| Harrison Morgan             | Jack Alcott     | David Kunze               |
| Angelo „Angel“ Batista      | David Zayas     | Sebastian Christoph Jacob |
| Harry Morgan                | James Remar     | Douglas Welbat            |
| Blessing Kamara             | Ntare Mwine     | Harald Effenberg          |
| Detective Claudette Wallace | Kadia Saraf     | Meryem Basar              |
| Detective Melvin Oliva      | Dominic Fumusa  | Johannes Berenz           |
| Elsa Rivera                 | Emilia Suárez   | Ronja Peters              |
| Leon Prater                 | Peter Dinklage  | Claus-Peter Damitz        |

### Nebendarsteller
| Rolle                         | Darsteller         | Synchronsprecher       |
| ----------------------------- | ------------------ | ---------------------- |
| Teddy Reed                    | David Magidoff     | Jan Andres             |
| Joy                           | Reese Antoinette   | Kaya Malin Kröger      |
| Mia LaPierre / Lady Vengeance | Krysten Ritter     | Nicole Hannak          |
| Al / Rapunzel                 | Eric Stonestreet   | Robert Louis Griesbach |
| Gareth / Die Gemini Killer    | David Dastmalchian | Marius Clarén          |
| Vinny                         | Steve Schirripa    | Matthias Klages        |

### Gastdarsteller
| Rolle                                 | Darsteller          | Synchronsprecher     |
| ------------------------------------- | ------------------- | -------------------- |
| Arthur Mitchell / Trinity Killer      | John Lithgow        | Hanns-Jörg Krumpholz |
| Miguel Prado                          | Jimmy Smits         | Uwe Büschken         |
| James Doakes                          | Erik King           | Oliver Siebeck       |
| Ronald „Red“ Schmidt / Dark Pessenger | Marc Menchaca       | Felix Würgler        |
| Vincent Masuka                        | C. S. Lee           | Rainer Fritzsche     |
| Joseph Quinn                          | Desmond Harrington  | David Nathan         |
| Lowell / Der Tattoo Sammler           | Neil Patrick Harris | Philipp Moog         |
| sie selbst                            | Lesley Stahl        | Susann Wagner        |

## Episodenliste
| Nr. | Deutscher Titel      | Originaltitel                  | Erstveröffentlichung USA | Deutschsprachige Erstveröffentlichung (D) | Regie          | Drehbuch                                                                 |
| --- | -------------------- | ------------------------------ | ------------------------ | ----------------------------------------- | -------------- | ------------------------------------------------------------------------ |
| 1   | Ein pochendes Herz   | A Beating Heart…               | 11. Juli 2025            | 11. Juli 2025                             | Marcos Siega   | Clyde Phillips & Scott Reynolds                                          |
| 2   | Kamerascheu          | Camera Shy                     | 11. Juli 2025            | 11. Juli 2025                             | Marcos Siega   | Scott Buck                                                               |
| 3   | Befehle vom Rücksitz | Backseat Drive                 | 18. Juli 2025            | 18. Juli 2025                             | Monica Raymund | Nick Zayas                                                               |
| 4   | Nennt mich Red       | Call Me Red                    | 25. Juli 2025            | 25. Juli 2025                             | Monica Raymund | Alexandra Franklin & Marc Muszynski                                      |
| 5   | Mordgeil             | Murder Horny                   | 1. Aug. 2025             | 1. Aug. 2025                              | Marcos Siega   | Katrina Mathewson & Tanner Bean                                          |
| 6   | Katz und Maus        | Cats and Mouse                 | 8. Aug. 2025             | 8. Aug. 2025                              | Marcos Siega   | Kirsa Rein                                                               |
| 7   | Kurskorrektur        | Course Correction              | 15. Aug. 2025            | 15. Aug. 2025                             | Monica Raymund | Hilly Hicks Jr. Idee: Hilly Hicks Jr. & Edith D. Rodríguez               |
| 8   | –                    | The Kill Room Where It Happens | –                        | –                                         | Monica Raymund | Tony Saltzman Idee: Tony Saltzman & Dane Anderson                        |
| 9   | –                    | Touched by an Ángel            | –                        | –                                         | Marcos Siega   | Scott Reynolds Idee: Matt Venne                                          |
| 10  | –                    | And Justice For All…           | –                        | –                                         | Marcos Siega   | Clyde Phillips Idee: Clyde Phillips, Alexandra Franklin & Marc Muszynski |

## Produktion und Veröffentlichung
Im Juli 2024 kündigte Paramount+ mit Dexter: Resurrection die Produktion eines weiteren Sequel an. Es soll inhaltlich eine Fortsetzung zu Dexter: New Blood darstellen. Vom Originalcast wurden erneut Michael C. Hall, David Zayas und James Remar verpflichtet. Die Dreharbeiten zur Serie fanden seit Januar 2025 in New York statt. Seit dem 11. Juli 2025 findet die Veröffentlichung bei Paramount+ statt.